# Furiant (film)
Furiant je český krátký film režiséra Ondřeje Hudečka z roku 2015. Pojednává o divokém dospívání Ladislava Stroupežnického. Světovou premiéru měl v červenci 2015 na filmovém festivalu v Karlových Varech. V lednu 2016 získal cenu za režii na Sundance, kam byl pod jménem Peacock vybrán z více než osmi tisíc krátkých filmů. Stal se prvním českým krátkým filmem v soutěžní sekci tohoto festivalu. V březnu 2016 získal v rámci cen Český lev cenu Magnesia za nejlepší studentský film. V srpnu 2016 se dostal do užší nominace na Studentského Oscara v kategorii cizojazyčný film.
Režisér má v plánu film natočit i v celovečerní stopáži.

## Obsazení
| Julius Feldmeier | Ladislav               |
| Marek Adamczyk   | Vítězslav Hálek        |
| Petr Borovec     | Kadlec                 |
| Filip Chlud      | kněz                   |
| Bára Císařovská  | Ladislavova matka      |
| Cyril Dobrý      | Jan Aleš               |
| Lukáš Hlavica    | vypravěč (mluví)       |
| Mikuláš Linhart  | Ladislav (10 let)      |
| Vojtěch Linhart  | Ladislav (10 let)      |
| Stanislav Majer  | starší Ladislav        |
| Tomáš Pivoda     | mnich Florian          |
| Marie Poulová    | Hanička                |
| Lukáš Příkazký   | František Charvát      |
| Pavel Šimčík     | Ladislavův otec        |
| Jakub Štrba      | Jan Aleš (11 let)      |
| Eduard Tomeček   | Ladislavův bratr Hynek |
| Tereza Vítů      | děvečka                |